# 밀러드 햄프턴

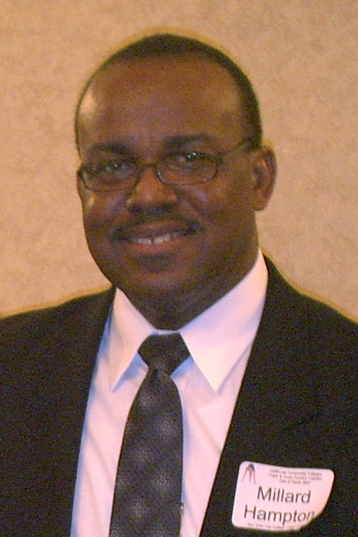

밀러드 햄프턴(Millard Hampton, 본명: 밀러드 프랭크 햄프턴 주니어, Millard Frank Hampton Jr., 1956년 7월 8일 ~ )는 미국의 전직 육상 경기 선수로, 1976년 하계 올림픽에서 400m 계주 금메달과 200m 개인 은메달을 획득했다.
캘리포니아 프레즈노에서 태어난 햄프턴은 1976년 200m AAU 챔피언이었다. 아버지 밀러드 햄프턴 시니어는 1952년 CIF 캘리포니아 스테이트 미트 220야드에서 2위를 차지한 최고의 단거리 선수였다.
밀러드 햄프턴은 캘리포니아 주 산호세에 있는 실버 크릭 고등학교에 다녔으며 그곳에서 전 산호세 스테이트의 위대한 보비 포인터의 지도를 받았으며 1974년에 졸업했으며 100m에서 10.4초, 200m 기록은 20.8초로 학교 기록을 계속 보유하고 있다. 실버 크릭에 있는 동안 1974년에 그는 CIF 캘리포니아 스테이트 피드 타이틀을 획득했다.
햄프턴은 UCLA에서 교육을 계속했으며 1980년 하계 올림픽 보이콧 이전에는 다른 올림픽 팀이 가장 좋아하는 선수로 간주되었다.
현재 캘리포니아주 엘크 그로브에 거주하고 있다.